# Ionuț Neagu
Ionuț Neagu (n. 26 octombrie 1989, Galați, România) este un fost fotbalist profesionist român care a jucat pe postul de mijlocaș și care lucrează ca manager de echipă la Oțelul Galați în SuperLiga României.

## Cariera

### Oțelul Galați
Ionuț Neagu a fost mai întâi junior la Oțelul Galați. În 2009, a fost promovat la echipa mare și a debutat în Liga I în meciul FC Brașov - FC Oțelul Galați din 22 mai 2009. Doi ani mai târziu, a cucerit cu Oțelul titlul de campioană și Supercupa României. A stat aici până în 2013, fiind titularizat în 110 partide, din care a marcat 3 goluri.

### Steaua
La 3 septembrie 2013, Neagu a semnat un contract cu Steaua București după ce clubul a fost de acord să plătească o taxă de transfer de 620€ către Oțelul Galați.

## Performanțe internaționale
Cu Oțelul Galați, a ajuns până în grupele UEFA Champions League, contabilizând 4 meciuri în această competiție.

## Titluri
Oțelul Galați
- Campionatul României (1): 2010-2011[5]
- Supercupa României: 2011